# Rosario Riccobono
Rosario « Saro » Riccobono (né à Palerme le 10 février 1929 et mort dans la même ville le 30 novembre 1982) était membre de la mafia sicilienne. Il était le patron de Partanna Mondello, une banlieue de Palerme. En 1974, il est devenu membre de la Commission de la mafia sicilienne. 

## Biographie
Rosario Riccobono est impliqué dans le trafic d'héroïne tout au long des années 1970 et s'est enfui à la fin de cette décennie après avoir été soupçonné de diriger une opération de contrebande d'héroïne de Turquie en Sicile et aux États-Unis. Son bras droit était le futur pentito Gaspare Mutolo, qui organisait des expéditions massives d'héroïne. 
Au début des années 1980, il négociait des expéditions de 500 kilogrammes d'héroïne en provenance de Thaïlande avec Benedetto Santapaola de Catane.
En tant que capo mandamento, en 1974 il devient membre de la Commission, organe de coordination de Cosa Nostra en Sicile, initialement proche d'autres trafiquants d'héroïne comme Stefano Bontate, Salvatore Inzerillo et Gaetano Badalamenti qui s'opposaient à la montée en puissance de Salvatore Riina et les Corleonesi. En gardant une position neutre, il devient marginal, faisant confiance au chef de la Commission Michele Greco, qui se rangeait secrètement du côté des Corleonesi.
Au cours de la Deuxième guerre de la mafia qui a éclaté en 1981 avec le meurtre de Bontade et Inzerillo, Riccobono a rapidement pris le parti des Corleonesi tuant ses amis du clan de Stefano Bontate et Inzerillo au nom de Riina.
Rina n'avait aucune confiance en Riccobono, capable de tuer ses anciens amis. En quelques jours, l'entourage de Riccobono a été éliminé. Huit de ses hommes ont disparu sans laisser de trace fin novembre 1982. Les hommes ont été séparés les uns des autres lors d'un dîner au domaine de Michele Grecoet étranglés un par un par leurs compagnons de table, Riccobono faisait juste sa sieste après le dîner. Trois de ses associés ont été abattus quelques jours plus tard et son frère, Vito Riccobono, a été retrouvé décapité dans sa voiture. L'un des rares qui ont survécu est l'ancien chauffeur de Riccobono, Salvatore Lo Piccolo, qui a pris sa place vingt ans plus tard.
Les médias italiens ont d'abord accusé un autre ennemi de Riina, Tommaso Buscetta, d'être responsable de l'élimination de la cosca de Riccobono, en vengeance des récents assassinats de ses deux fils. En fait, Buscetta n'avait rien à voir avec le meurtre de Riccobono et de ses hommes ; et se cachait au Brésil. Des d'informateurs ont déclaré que Pino Greco était l'homme qui avait personnellement garrotté Riccobono et orchestré par la suite les meurtres d'une douzaine de ses associés.

## Jugement par contumace
Rosario Riccobono a été condamné à une peine d'emprisonnement à perpétuité par contumace au Maxi-Procès de Palerme même s'il était mort à ce moment-là. Des rumeurs sur sa mort sont apparues au milieu des années 1980 mais n'ont été confirmées qu'à la fin de cette décennie par l'informateur Francesco Marino Mannoia. Son corps n'a pas été retrouvé.

## Caravage
Riccobono était soupçonné d'avoir été en possession de La Nativité avec saint François et saint Laurent du Caravage, l'une des œuvres d'art volées les plus célèbres. 